# Hrabstwo Hot Spring

Położenie Hrabstwa Hot Spring na mapie Arkansas.

Hrabstwo Hot Spring – hrabstwo położone w centralnej części stanu Arkansas w Stanach Zjednoczonych. Jego populacja wynosi 32 923 mieszkańców. Siedzibą hrabstwa jest miasto Malvern. Nazwa hrabstwa wzięła się od gorących źródeł występujących na jego terenie. Hrabstwo należy do nielicznych hrabstw w Stanach Zjednoczonych należących do tzw. dry county, czyli hrabstw gdzie decyzją lokalnych władz obowiązuje całkowita prohibicja.

## Miejscowości
- Donaldson
- Friendship
- Malvern
- Midway
- Perla
- Rockport

## CDP
- Magnet Cove